# ホテル ビーナス
『ホテル ビーナス』は、草彅剛がチョナン・カンとして初主演した日本映画。

## 概要
日本映画であるが、台詞は全編韓国語。ロケの多くがウラジオストクで行われるなど、独特の無国籍感を醸し出している。淡々としていながら重みのある台詞回し、猥雑さと清らかな美しさが代わる代わる立ち現れる映像で、人生の物悲しさと生きていくことの希望を描いた作品。草彅に関係する有名人が、多数ゲスト出演している。作中では草彅自身が修得したタップダンスも披露し、物語のキーポイントとなっている。
キャッチコピーは、「そのドアを開けるとき やさしさがあふれ そのドアを閉めるとき 涙があふれる」。
世界四大映画祭「モスクワ国際映画祭 コンペティション・パースペクティブ部門 最優秀賞」を受賞。

## ストーリー
あるストリートにたたずむ建物、ホテルビーナス。物静かな老オカマ・ビーナスが経営するそのホテルには、どこか影を背負った人々が、本当の名前さえ隠して共にひっそりと暮らしている。ある日、小さな娘を連れた男がやって来たのをきっかけに、彼らの生活は少しずつ変化し、それぞれが己の傷と向き合い、人生を見つめ直していく。

## キャスト
チョナン
演：草彅剛
0号室。ホテルの下働き兼カフェのウェイター。暗い過去を背負い、未来に希望を持てずに暮らしている。タップダンスが得意。
ドクター
演：香川照之
1号室。腕利きのヤミ医師だったが、今は廃業しアルコール中毒になってしまう。
ワイフ
演：中谷美紀
ドクターの妻で、元ヤミ看護婦。ドクターの再起を願いながら、ホステスとして働き生計を支える。
ソーダ
演：チョ・ウンジ
3号室。花屋で働きながら、いつか自分の店を持つことを夢見ている。弾けるような笑顔があだ名の由来だが、その裏で不本意な仕事に手を染めている。
ボウイ
演：イ・ジュンギ
4号室。幼い頃ホテルビーナスのカフェに置き去りにされた孤児。人一倍強さに憧れ、常にピストルを手放さない。
ビーナス
演：市村正親
オーナー室。片足が不自由な老オカマ。いつも静かに微笑みながら皆を見守っている。
ガイ
演：パク・ジョンウ
少女を連れてやってきた男。2号室に入る。屈強だが、無口で人と関わることを拒んでいるようである。
サイ
演：コ・ドヒ
ガイに連れられてきた少女。全く笑わず、食事にも手をつけない。しかし、甲斐甲斐しく世話を焼くチョナンに少しずつ心を開いていく。
その他の面々
伊武雅刀、松尾貴史、勝村政信、田中要次、金子りずむ、ちすん、武居康仁、つんく♂（友情出演）、香取慎吾（友情出演）

## スタッフ
- 監督：タカハタ秀太
- 脚本：麻生哲朗
- 製作者：亀山千広、椎名保、三枝照夫、迫本淳一
- 企画：大多亮、石原隆、清水信寿、久松猛朗
- プロデューサー：小川泰、前田久閑、豊島雅郎、衛藤祐一郎
- 製作：アスミック・エース、フジテレビジョン、ビクターエンタテインメント、松竹
- 配給：アスミック・エース、松竹

## 主題歌・挿入歌
- 「Everybody needs somebody」「Last Smile」「These days」「neverland」：LOVE PSYCHEDELICO
- 「Desperado」（イーグルスのアルバム『ならず者』タイトル曲のカヴァー）：KOKIA
- 「ラララ」：イ・スヨン
- 「夜空ノムコウ」：SMAP